# Harmony Boys
Die Harmony Boys, ab 1933 mit dem Namen Fidelios, waren ein deutsches Vokal-Ensemble in den Jahren 1932 bis 1933.

## 1932
Die Mitglieder der Gruppe waren:
- Wolfgang Leuschner, 1. Tenor
- Olaf Meitzner, 2. Tenor
- Heinz Raetz, Bariton (verließ die Gruppe im Mai 1932 und wurde durch Erich Bergau ersetzt)
- Werner Rössler, Bass
- Werner Doege, Pianist

Die Harmony Boys wurden in Niederschönhausen 1932 gegründet. Die vier Schüler des Gymnasiums wollten mit dem bereits studierenden Werner Doege ihren Abschlussball durch eine musikalische Vorführung bereichern. Hierfür studierten sie drei Lieder der Comedian Harmonists ein. Obwohl der Erfolg groß war, wollten die Eltern von Heinz Raetz nicht, dass ihr Sohn einer solch „frivolen“ Tätigkeit nachging und so wurde im Mai 1932 Erich Bergau, ein Ruderkamerad von Wolfgang Leuschner, neuer Bariton der Harmony Boys.
Im Sommer 1932 lernten sie bei Auftritten an der Ostsee das Orchester von Marion Toews kennen. Mit diesem Orchester machten die Harmony Boys im September eine Schallplatten-Aufnahme für die Firma Artiphon.
Die Harmony Boys hatten Auftritte in Berlin unter anderem am Großen Schauspielhaus. Hier hörte sie ein Aufnahmeleiter der Deutschen Grammophon A.G. und lud sie zu Probeaufnahmen ein.

## 1933
Am 20. März 1933 schlossen sie einen Jahresvertrag mit der Firma ab. Auf Bestreben der Deutschen Grammophon änderten sie den Namen in Fidelios. Im Juli 1933 traten sie im niederländischen Rundfunk auf. Es folgte eine Auslandstournee.
Die Gruppe machte auch Aufnahmen für den Tonfilm Die Sonne geht auf von Willy Reiber und wirkte an der Synchronisation von Meine Lippen lügen nicht (original: My Lips Betray) mit.
Im Oktober und Dezember 1933 tourten sie wieder durch die Niederlande. Belastet wurde diese Tournee durch einige Störungen der Auftritte durch antideutsche Besucher und das Gerücht, dass sich die Gruppe mit ihrem Namen über Beethovens Fidelio lustig mache. Wieder in Berlin trennten sich Wolfgang Leuschner und Werner Doege von der Gruppe und gründeten mit Hans von Bachmayr-Heyda, Wolfgang Schmidt und Gerhard Ullrich ein neues Ensemble, die Melodisten. Die Verbliebenen holten Herbert Imlau und Fried Walter hinzu und nannten sich Humoresk Melodios.

## Schallplatten(Auswahl)
Als Harmony Boys
- Schade, ja wirklich schade (Grammophon 1971½ BN, Berlin 27. Februar 1933)
- Flieger, grüß mir die Sonne
- Schöne Isabella von Kastilien
- Du, du, dudl du du
- Träum mein kleines Baby

Als Fidelios
- So meschugge
- Dorothee (Grammophon 10019)

## Filme
- Schön ist jeder Tag, den du mir schenkst, Marie-Luise (Uraufführung Deutschland 2. Januar 1934) (Alternativtitel: die Sonne geht auf)
- Synchronisation My Lips Betray (Meine Küsse lügen; USA 1933), Regie: John G. Blystone, Darsteller: Lilian Harvey, John Boles, El Brendel